# Reactor cu apă sub presiune
Un reactor cu apă sub presiune (în engleză pressurized water reactor – PWR) este un tip de reactor nuclear cu apă ușoară. Marea majoritate a centralelor nucleare din lume (cu excepții notabile în Marea Britanie, Japonia, India și Canada) sunt echipate cu reactori de tip PWR.
Într-un PWR, apa este folosită atât ca moderator de neutroni, cât și ca lichid de răcire pentru miezul reactorului⁠(d). În miez, apa este încălzită de energia eliberată de fisiunea atomilor din combustibilul nuclear. Utilizarea presiunii ridicate (aproximativ 155 bar) face ca apa să rămână în stare lichidă. Apa încălzită trece apoi către un generator de abur, unde își transferă energia termică la apa din circuitul secundar, care se află la o presiune mai mică, care îi permite să se vaporizeze. Aburul rezultat acționează apoi turbinele cu abur legate la un generator electric. Prin contrast, un reactor cu apă în fierbere (BWR) funcționează la o presiune mai mică în circuitul primar, ceea ce permite apei să se vaporizeze direct în interiorul vasului de presiune al reactorului, aburul format fiind trimis direct la turbină. Majoritatea modelelor PWR folosesc două până la șase generatoare de abur, fiecare plasat într-un circuit de lichid de răcire.
Inițial PWR-urile au fost proiectate pentru propulsia⁠(d) submarinelor nucleare⁠(d) și au fost utilizate în versiunea inițială a celei de-a doua centrale electrice comerciale de la Shippingport⁠(d).
PWR-uri sunt în funcțiune SUA, Franța, Rusia, China, Coreea de Sud și alte țări. Majoritatea sunt reactori din generația a II-a⁠(d).

## Istoric

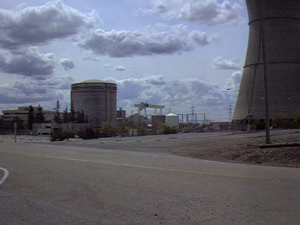
Reactorul de tip PWR (de fapt, anvelopa lui) și un turn de răcire de la centrala nucleară Rancho Seco (dezafectată în 2004)

Câteva sute de PWR sunt folosite pentru propulsia maritimă a portavioanelor, submarinelor nucleare și a spărgătoarelor de gheață. În SUA, au fost proiectate inițial la Laboratorul Național Oak Ridge pentru a fi utilizate ca o centrală submarină nucleară cu o centrală submarină complet operațională situată la Laboratorul Național Idaho. Lucrările ulterioare au fost efectuate la Bettis Atomic Power Laboratory de Westinghouse. Prima centrală nucleară pur comercială de la centala nucleară Shippingport a fost proiectată inițial ca un reactor cu apă sub presiune (deși prima centrală electrică conectată la rețea a fost la Obninsk, URSS), la insistența amiralului Hyman G. Rickover că o centrală comercială viabilă nu s-ar baza pe niciunul dintre „ciclurile termodinamice nebunești pe care toți ceilalți vor să le facă”.
Programul de energie nucleară a armatei terestre a SUA a folosit reactori cu apă sub presiune din 1954 până în 1974. Centrala Three Mile Island a avut inițial două centrale cu reactori PWR, TMI-1 și TMI-2. Topirea parțială a TMI-2 în 1979 a pus capăt, în esență, creșterii noilor construcții de centrale nucleare în SUA timp de două decenii. Unitatea 2 de la Centrala nucleară Watts Bar (un PWR Westinghouse cu 4 circuite) a intrat în funcțiune în 2016, devenind primul reactor nuclear nou din Statele Unite din 1996.
Reactorii cu apă sub presiune au evoluat, apărând modele noi din generația a III-a⁠(d): AP1000, VVER-1200, ACPR1000+, APR1400, Hualong One, IPWR-900 și EPR. Primii reactori AP1000 și EPR au fost conectați la rețeaua electrică din China în 2018. În 2020, NuScale Power a devenit prima companie din SUA care a primit de la Comisia de Reglementare Nucleară aprobarea pentru un reactor modular mic cu un proiect de PWR modificat. Tot în 2020, Energy Impact Center a introdus proiectul OPEN100, care a publicat planuri cu sursă deschisă pentru construcția unei centrale nucleare de 100  MW electrici cu reactor PWR.

## Descriere

Animație cu funcționarea unei centrale nucleare echipată cu un PWR. Circuitul primar, al lichidului de răcire, este cel portocaliu, iar circuitul secundar, cel al ciclului termodinamic este cel în albastru.

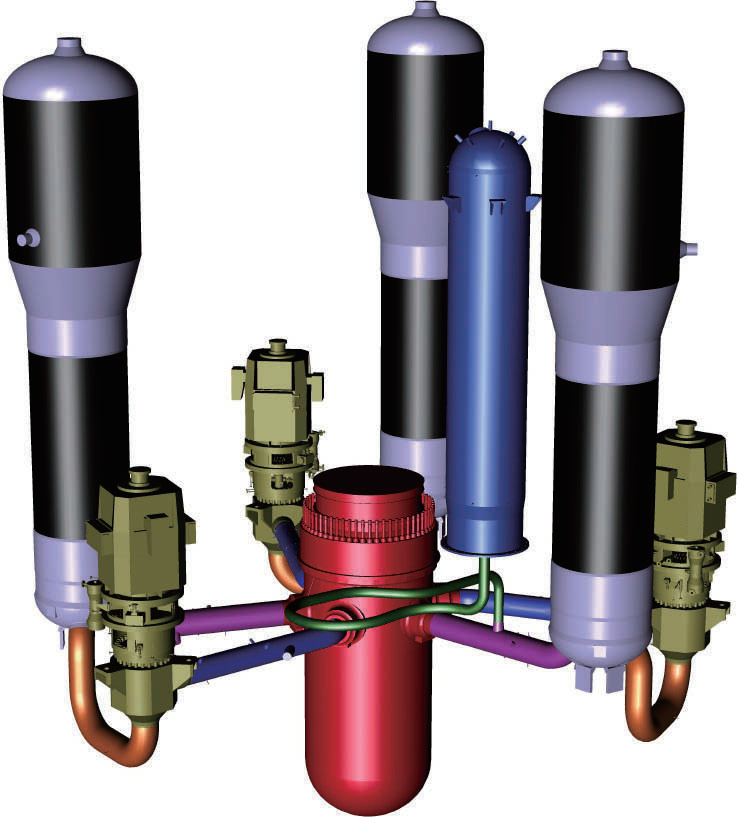
Componentele circuitului primar: al reactorului (roșu), (violet), (albastru) și pompele (verde) în sistemul cu cu trei bucle de răcire al CNE Hualong One

Combustibilul nuclear din vasul de presiune⁠(d) al reactorului este „ars” într-o reacție de fisiune în lanț controlată, care produce căldură, încălzind prin conducție termică apa (lichidul de răcire) care spală combustibilul în circuitul primar. Lichidul de răcire fierbinte este pompat într-un schimbător de căldură numit generator de abur⁠(d), unde curge prin câteva mii de tuburi subțiri. Căldura este transmisă prin pereții acestor tuburi la lichidul din circuitul secundar cu presiune mai mică, care curge printre tuburi și carcasa schimbătorului. Lichidul din circuitul secundar, tot apă, se vaporizează, obținându-se abur (la presiunea din circuitul secundar). Acest transfer de căldură se realizează fără amestecarea celor două fluide pentru a preveni ca lichidul din circuitul secundar să devină radioactiv. Unele construcții comune ale generatoarelor de abur sunt cu tuburi „U”, fiind schimbătoare de căldură cu o singură trecere.
Într-o centrală nucleară, aburul sub presiune se destinde în turbina cu abur care extrage din el energie cu care antrenează un generator electric conectat la rețeaua electrică. După trecerea prin turbină, abur umed la presiune foarte mică este condensat în condensator. Presiunea condensatului lichid este ridicată cu o pompă la nivelul presiunii din reactor, apoi condensatul este preîncălzit într-un economizor pentru a minimiza șocul termic și introdus în reactor.
Aburul generat poate avea și alte utilizări, în afară de generarea de energie electrică. La navele și submarinele nucleare, turbina cu abur este conectată printr-un reductor de turație la arborele care rotește elicea, asigurând propulsia⁠(d). Acțiunea mecanică directă prin destinderea aburului poate fi utilizată pentru o catapultă⁠(d) cu abur sau pentru alte aplicații similare. În unele țări se utilizează termoficarea cu abur, iar încălzirea directă se utilizează la sistemele interne ale centralei.
Două lucruri sunt caracteristice pentru reactorii PWR în comparație cu alte tipuri de reactori: separarea circuitului de răcire de circuitul de abur al ciclului Clausius-Rankine și presiunea mai mare în interiorul circuitului de răcire al reactorului. Într-un PWR există două bucle separate de lichid de răcire (primar și secundar), care ambele conțin apă demineralizată/deionizată. Dimpotrivă, un reactor cu apă în fierbere (BWR), are o singur circuit, care asigură și răcirea reactorului, și acționarea turbinei. La modelele mai exotice, cum ar fi reactorii reproducători, se folosesc alte substanțe decât apa ca lichid de răcire și moderator (de exemplu, sodiu în stare lichidă ca agent de răcire și grafit ca moderator). Presiunea din circuitul primar este de obicei 15–16 MPa (150–160 bar), care este în mod semnificativ mai mare decât în alți reactori nucleari și aproape de două ori mai mare decât a unui BWR. Ca efect al acestui lucru, are loc doar vaporizarea cu bule locală, iar aburul format se va recondensa imediat în masa lichidului. Spre deosebire, într-un BWR lichidul de răcire primar este proiectat să fiarbă.

## Reactorul

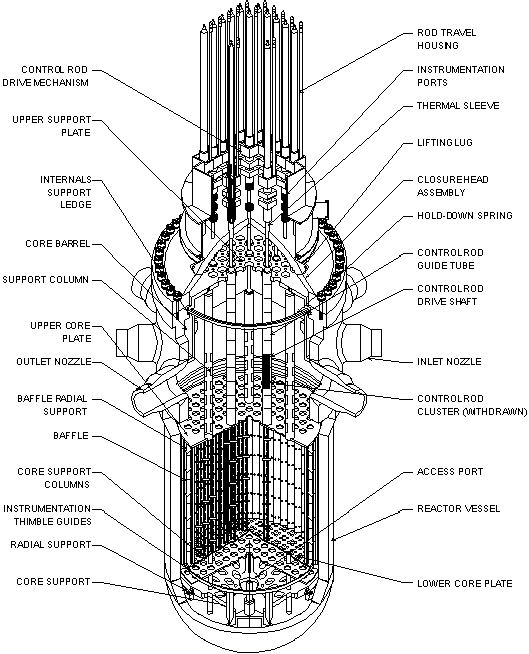
al unui PWR

### Agentul de răcire
într-un PWR este folosit ca agent de răcire principal apa ușoară. Apa intră prin partea de jos a miezului reactorului la aproximativ 275 °C și este încălzită pe măsură ce curge în sus prin miezul reactorului la o temperatură de aproximativ 315 °C. Chiar și la această temperatură apa rămâne lichidă din cauza presiunii mari din circuitul primar, de obicei în jur de 155 bar (15,5 MPa). Apa dintr-un PWR nu poate depăși temperatura de 374 °C sau presiunea de 220,64 bar ( 22,064 MPa), care sunt parametrii punctului critic al apei. Reactorii cu apă supracritică⁠(d) (din 2022) sunt doar un concept propus, în care lichidul de răcire nu ar ieși niciodată din starea de fluid supracritic⁠(d). Însă deoarece acest lucru necesită presiuni și mai mari decât cele dintr-un PWR și poate cauza probleme de coroziune, până acum nu a fost construit un astfel de reactor.

### Vasul de expansiune
Presiunea în circuitul primar este menținută de un vas de expansiune⁠(d) separat, conectat la circuitul primar și umplut parțial cu apă încălzită de niște încălzitoare electrice scufundate, la temperatura de saturație (punctul de fierbere) pentru presiunea dorită. Pentru a obține o presiune de 155 bar, temperatura din vas este menținută la 345 °C, ceea ce oferă o marjă de subrăcire (diferența dintre temperatura din vas și cea mai mare temperatură din miezul reactorului) de 30 °C. Deoarece 345 °C este punctul de fierbere al apei la 155 bar, apa lichidă se află aproape de o transformare de fază. Regimurile termice tranzitorii din sistemul de răcire al reactorului determină variații mari ale volumului de lichid/abur din vasul de expansiune, iar volumul total al vasului este proiectat astfel încât să absoarbă aceste variații de volum fără a lăsa descoperite încălzitoarele sau a goli vasul. Regimurile tranzitorii de presiune în sistemul de răcire primar se manifestă ca variații de temperatură în vasul de expansiune și sunt controlate prin utilizarea încălzitoarelor automate și a pulverizării cu apă, care cresc, respectiv scad, temperatura în vas.

### Pompele
Lichidul de răcire este pompat prin circuitului primar de pompe puternice. Aceste pompe au debite de ~10 m3/s. După ce se încălzește pe măsură ce trece prin miezul reactorului, lichidul de răcire primar transferă căldura într-un generator de abur⁠(d) apei din circuitul secundar cu presiune inferioară, vaporizând-o. Se obține abur saturat, la majoritatea modelelor de 60 bar, 275 °C, pentru acționarea turbinei cu abur. Lichidul de răcire primar răcit este apoi returnat în vasul reactorului pentru a fi încălzit din nou.

### Moderatorul
Reactorii cu apă sub presiune, ca toate modelele de reactori cu neutroni termici, pentru a interacționa cu combustibilul nuclear și a susține reacția în lanț necesită încetinirea neutronilor rapizi produși de fisiune (un proces numit „moderare”). În PWR apa lichidă de răcire este folosită și ca moderator, neutronii pierzând viteza în urma coliziunilor cu atomii ușori de hidrogen din apă. Această „moderare” a neutronilor se va întâmpla mai des atunci când apa este mai densă (vor avea loc mai multe ciocniri). Utilizarea apei ca moderator este o caracteristică importantă de siguranță a PWR-urilor, deoarece o creștere a temperaturii poate determina dilatarea apei, dând „goluri” mai mari între moleculele de apă și reducând probabilitatea de coliziune, reducând astfel măsura în care neutronii sunt încetiniți și, prin urmare, reducând reactivitatea în reactor. Deci, dacă reactivitatea crește peste normal, moderarea redusă a neutronilor va determina încetinirea reacției în lanț, producând mai puțină căldură. Această proprietate, cunoscută sub numele de coeficient de dilatare termică negativ al reactivității, face ca reactorii PWR să fie foarte stabili. Acest proces este unul de autoreglare, cu cât lichidul de răcire devine mai fierbinte, cu atât instalația devine mai puțin reactivă și invers. Astfel, instalația se stabilizează în jurul unei temperaturi date, stabilită de poziția tijelor de control.
Prin contrast, reactorul sovietic RBMK folosit la Cernobîl, care folosește grafitul ca moderator în loc de apă și folosește apă în fierbere ca agent de răcire, are un coeficient de dilatare termică pozitiv mare al reactivității. Aceasta înseamnă că reactivitatea și generarea de căldură cresc atunci când temperaturile lichidului de răcire și ale combustibilului cresc, ceea ce face ca designul RBMK să fie mai puțin stabil decât reactorii cu apă sub presiune la temperatură de funcționare ridicată. Pe lângă proprietatea de a încetini neutronii atunci când servește ca moderator, apa are și proprietatea de a absorbi neutroni, deși într-o măsură mai mică. Când temperatura apei de răcire crește, fierberea crește, ceea ce creează goluri. Astfel, există mai puțină apă pentru a absorbi neutronii termici care au fost deja încetiniți de moderatorul din grafit, determinând o creștere a reactivității. Această proprietate se numește coeficient de moderare⁠(d) a reactivității, iar într-un reactor RBMK precum Cernobîl, coeficientul de moderare este pozitiv și destul de mare, ceea ce face foarte greu de reglat când reacția începe să se intensifice. De asemenea, reactorii RBMK au un design defectuos al tijelor de control, în care, în timpul căderilor rapide, vârfurile de moderare a reacției cu grafit ale tijelor ar disloca apa în partea de jos a reactorului și ar crește local reactivitatea. Aceste defecte de proiectare, pe lângă erorile operatorului care au împins reactorul la limitele sale, sunt în general văzute drept cauzele accidentului nuclear de la Cernobîl.
Reactorul canadian CANDU, care este un reactor cu apă grea sub presiune, are un coeficient de moderare ușor pozitiv, dar acești reactori atenuează aceste probleme cu un număr de sisteme avansate de siguranță pasivă încorporate care nu se regăsesc în designul sovietic al RBMK. Nu poate apărea nicio criticitate într-un reactor CANDU sau în orice alt reactor cu apă grea atunci când apă ușoară obișnuită este introdusă în reactor ca lichid de răcire de urgență. În funcție de ardere, acidul boric sau un alt absorbant de neutroni („otravă”) va trebui adăugat la lichidul de răcire de urgență pentru a evita un accident de criticitate⁠(d).
PWR-urile sunt concepute pentru a fi menținute într-o stare de moderare sub solicitarea maximă, ceea ce înseamnă că mai există loc pentru creșterea volumului sau a densității apei pentru a crește în continuare moderarea, deoarece dacă moderarea ar fi aproape de saturație, atunci o reducere a densității moderatorului/lichidului de răcire ar putea reduce semnificativ absorbția de neutroni, în timp ce moderarea poate fi redusă doar puțin, rezultând un coeficient de moderare pozitiv. De asemenea, apa ușoară este de fapt un moderator oarecum mai puternic al neutronilor decât apa grea, deși absorbția de neutroni a apei grele este mult mai mică. Datorită acestor două fapte, reactorii cu apă ușoară au un volum de moderator relativ mic, prin urmare au miezuri compacte. Un proiect din generație următoare, reactorul cu apă supracritică, este și mai puțin moderat. Un spectru de energie neutronică mai puțin moderată înrăutățește raportul de captare/fisiune pentru 235U și în special 239Pu, ceea ce înseamnă că mai multe nuclee fisionabile nu reușesc să fisioneze la absorbția neutronilor, în schimb captează neutroni pentru a deveni un izotopi mai grei, nefisionabili, irosind unul sau mai mulți neutroni și ducând la acumularea de actinide transuraniene grele, dintre care unele au timpi de înjumătățire lungi.

### Combustibilul

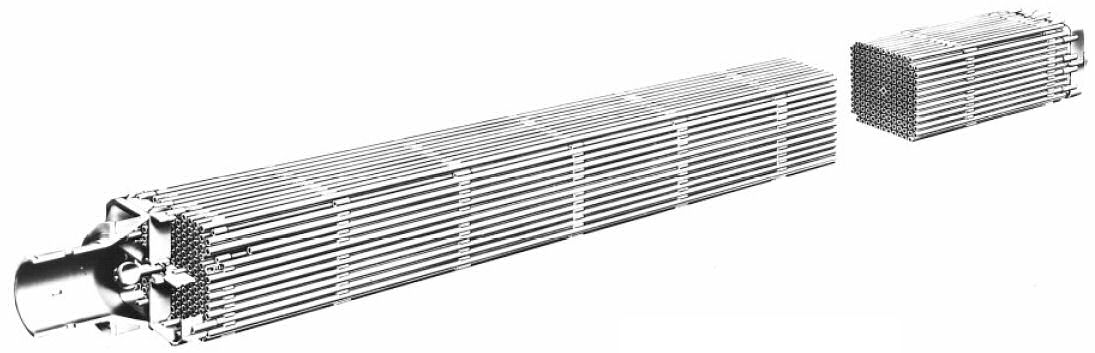
Fascicul de combustibil care provine dintr-un reactor cu apă sub presiune al navei nucleare de pasageri și marfă. Proiectat și construit de Babcock & Wilcox.

După îmbogățire, pulberea de dioxid de uraniu (UO2) este sinterizată la temperatură înaltă pentru a crea granule ceramice de dioxid de uraniu îmbogățit. Peleții cilindrici sunt apoi îmbrăcați într-un aliaj metalic de zirconiu rezistent la coroziune (Zircaloy⁠(d)) și umpluți cu heliu pentru a ajuta la transmiterea căldurii și a detecta scurgerile. Zircaloyul este ales datorită proprietăților sale mecanice și a secțiunii transversale de absorbție scăzută. Barele de combustibil sunt grupate în fascicule de combustibil, care pentru un PWR au aproximativ 4 metri lungime. Un fascicul de combustibil are 200–300 bare de combustibil, grupate în aranjamente de 14 × 14 sau 17 × 17. Un PWR mare are miezul încărcat cu aproximativ 150–250 de astfel de fascicule, cu 80–100 de tone de uraniu în total. Un PWR produce 900–1600 MWe.
La majoritatea PWR-urilor comerciale alimentarea se face la intervale de 18–24 de luni. La fiecare realimentare este înlocuită aproximativ o treime din miez, deși unele scheme de realimentare mai moderne pot reduce timpul de realimentare la câteva zile, ca urmare permit realimentarea după perioade mai scurte.

### Sistemul de control
În reactorii PWR, puterea reactorului trebuie să urmărească cererea de abur a turbinei. Pentru a menține temperatura sistemului primar în punctul dorit se folosesc bare de control cu bor și cadmiu. Pentru a reduce puterea, operatorul închide ventilele de admisiune ale turbinei. Acest lucru duce la preluarea de mai puțin de abur din generatoarele de abur. Asta duce la creșterea temperaturii în circuitul primar. Temperatura mai ridicată face ca densitatea apei de răcire a reactorului primar să scadă, permițând viteze mai mari ale neutronilor, astfel se produce mai puțină fisiune și scade puterea livrată de reactor. Această scădere a puterii va duce în cele din urmă la revenirea temperaturii sistemului primar la valoarea sa anterioară a stării de echilibru. Operatorul poate controla starea de echilibru la temperatura de funcționare prin adăugarea de acid boric și/sau mișcarea barelor de control.
În majoritatea PWR-urilor comerciale ajustarea reactivității pentru a menține puterea de 100 % pe măsură ce combustibilul este ars se realizează în mod normal prin variația concentrației de acid boric dizolvat în lichidul de răcire din circuitul primar. Borul absoarbe cu ușurință neutronii, prin urmare creșterea sau scăderea concentrației sale în lichidul de răcire al reactorului va influența activitatea neutronilor în mod corespunzător. Este necesar un sistem de control echipat cu pompe de înaltă presiune (numit de obicei sistem de încărcare și debit) pentru a înlocui apa din circuitul primar cu apă cu concentrație diferită de acid boric. Deplasarea barelor de control ale reactorului, introduse prin capul vasului de presiune al reactorului direct în fasciculele de combustibil, se face din următoarele motive:
- pentru a porni reactorul,
- pentru a opri reacțiile nucleare primare din reactor,
- pentru a permite regimuri tranzitorii pe termen scurt, cum ar fi modificări ale sarcinii turbinei.

De asemenea, barele de control pot fi folosite pentru a compensa concentrația de „otravă nucleară” și epuizarea combustibilului nuclear. Totuși, aceste efecte sunt de obicei compensate prin modificarea concentrației de acid boric a agentului de răcire primar.
Prin contrast, BWR-urile nu au bor în lichidul de răcire al reactorului și controlează puterea reactorului prin ajustarea debitului de lichid de răcire al reactorului.

## Avantaje
Reactorii de tip PWR sunt foarte stabili datorită tendinței lor de a produce mai puțină putere pe măsură ce temperaturile cresc; acest lucru face reactorul mai ușor de operat din punct de vedere al stabilității.
Circuitul turbinei este separat de circuitul primar, astfel încât apa din circuitul secundar nu este contaminată cu materiale radioactive.
PWR-urile pot bloca pasiv reactorul în cazul în care care rețeaua electrică care alimentează acționările și automatizările prin oprirea imediată a reacției nucleare primară. Barele de control sunt ținute de electromagneți, iar dacă se pierde curentul, acestea cad datorită gravitației; inserarea completă oprește în siguranță reacția nucleară primară.
Tehnologia PWR este susținută de țările care doresc să dezvolte o flotă nucleară; reactorii compacți se potrivesc bine la submarinele nucleare și la alte nave nucleare.
PWR-urile sunt cel mai utilizat tip de reactor la nivel global, având o gamă largă de furnizori de instalații noi și piese pentru centralele existente. Datorită experienței îndelungate în funcționarea lor, acestea au în prezent cea mai matură tehnologie care există în energia nucleară.
În funcție de tip, PWR-urile pot fi alimentate cu combustibil MOX⁠(d) și/sau combustibil Remix⁠(d) rusesc (care are un conținut mai mic de 239Pu și un conținut de 235U mai mare decât combustibilul „obișnuit” U/Pu MOX), permițând un ciclu (parțial) închis al combustibilului.
Apa este un lichid de răcire netoxic, transparent, nereactiv din punct de vedere chimic (în comparație cu, de exemplu, NaK), lichid la temperatura camerei, ceea ce facilitează inspecția vizuală și întreținerea. De asemenea, este ușor și ieftin de obținut, spre deosebire de apa grea sau chiar de grafitul nuclear⁠(d).
În comparație cu reactorii care funcționează cu uraniu natural⁠(d), PWR-urile pot obține o ardere relativ ridicată. La un PWR tipic se va schimba un sfert până la o treime din încărcătura sa de combustibil la fiecare 18–24 de luni și va avea întreținere și inspecție, care necesită oprirea reactorului, programată pentru această fereastră. În timp ce se consumă mai mult minereu uranifer per unitate de electricitate produsă decât într-un reactor alimentat cu uraniu natural, ponderea de combustibil nuclear epuizat este mai mică, deoarece uraniul sărăcit prezintă un pericol radiologic mai mic decât cel al uraniului natural.

## Dezavantaje
Apa de răcire trebuie să fie menținută la presiune mare pentru a rămâne lichidă la temperaturi ridicate. Acest lucru necesită conducte de înaltă rezistență și un vas de presiune greu, prin urmare cresc costurile construcției. Presiunea mai mare poate crește consecințele unui accident de pierdere a lichidului de răcire⁠(d). Vasul de presiune al reactorului este fabricat din oțel ductil, dar, pe măsură ce instalația funcționează, fluxul de neutroni din reactor face ca acest oțel să devină mai puțin ductil. În cele din urmă ductilitatea oțelului va atinge limitele determinate de standardele aplicabile pentru cazane și recipiente sub presiune, iar vasul de presiune trebuie reparat sau înlocuit. Acest lucru ar putea să nu fie practic sau economic și determină astfel viața reactorului, respectiv a centralei.
Sunt necesare componente suplimentare de înaltă presiune, cum ar fi pompele de răcire ale reactorilor, vasele de expansiune și generatoarele de abur. Acest lucru crește, de asemenea, costul investiției și complexitatea unei centrale electrice cu PWR.
Lichidul de răcire format din apă la temperatură înaltă cu acid boric dizolvat în el este coroziv pentru oțelul carbon⁠(d) (dar nu și pentru oțelul inoxidabil); acest lucru poate face ca produsele de coroziune radioactive să circule în circuitul primar al lichidului de răcire. Acest lucru nu numai că limitează durata de viață a reactorului, dar sistemele care filtrează produsele de coroziune și ajustează concentrația de acid boric sporesc semnificativ costul total al reactorului și expunerea la radiații. Într-un caz, acest lucru a dus la coroziunea severă a mecanismului de antrenare al barelor de control atunci când soluția de acid boric s-a scurs prin etanșarea dintre mecanism și sistemul primar.
Datorită necesității de a umple circuitul primar de răcire a unui reactor cu apă sub presiune cu bor, producția secundară nedorită de tritiu radioactiv în apă este de peste 25 de ori mai mare decât în reactorii cu apă în fierbere de putere similară, din cauza absenței elementului de moderare a neutronilor în circuitul de răcire a acestuia. Tritiul este creat prin absorbția unui neutron rapid în nucleul unui atom de 10B care ulterior fisionează într-un atom de 7Li și tritiu. Reactorii cu apă sub presiune emit anual câteva sute de curie de tritiu în mediu ca rezultat al funcționării normale.
Uraniul natural are doar 0,711 % 235U, izotopul necesar reactorilor termici. Acest lucru face necesară îmbogățirea combustibilului cu 235U, ceea ce crește semnificativ costurile de producție a combustibilului. În comparație cu reactorii care funcționează cu uraniu natural, este generată mai puțină energie per unitate de minereu uranifer, chiar dacă se poate obține o ardere mai mare. Tratarea combustibilului nuclear epuizat⁠(d) poate prelungi durata de exploatare a combustibilului, atât la reactorii cu uraniu natural, cât și a celor cu uraniu îmbogățit, dar este practic practicată doar pentru combustibilul epuizat provenit din reactorii cu apă ușoară care funcționează cu combustibil ușor îmbogățit. Reactorii de tip CANDU au un conținut foarte scăzut de material fisionabil.
Deoarece apa acționează ca un moderator de neutroni, nu este posibil să se construiască un reactor cu neutroni rapizi similar constructiv cu un PWR.
Combustibilul nuclear epuizat dintr-un PWR are de obicei un conținut mai mare de material fisionabil decât uraniul natural. Fără tratarea combustibilului nuclear epuizat, acest material fisionabil nu poate fi folosit drept combustibil într-un PWR. Poate fi, totuși, utilizat într-un CANDU cu doar o tratare minimă, într-un proces numit „DUPIC” (acronim al expresiei din engleză Direct Use of Pressurized Water Reactor Spent Fuel in CANDU, în română Utilizarea directă a combustibilului epuizat dintr-un PWR în CANDU.
Randamentul termic, deși este mai bun decât la reactorii BWR, nu poate atinge valorile reactorilor care funcționează la temperaturi mai ridicate, cum ar fi cele răcite cu gaze la temperatură ridicată, metale lichide sau săruri topite. În plus, căldura extrasă dintr-un PWR nu este potrivită pentru majoritatea aplicațiilor industriale dacă acestea necesită temperaturi mai mari de 400 °C.
Radioliza și anumite scenarii de accident care implică interacțiuni între aburul fierbinte și tecile din zircalloy pot produce din apa de răcire hidrogen, ducând la o explozie a hidrogenului ca potențial scenariu de accident. În timpul accidentului nuclear de la Fukushima, o explozie a hidrogenului care a deteriorat anvelopa reactorului⁠(d) a fost o preocupare majoră, deoarece reactorii de la centrală erau de tip BWR, care, din cauza aburului din partea superioară a vasului de presiune, prezintă un risc mai mare ca acest lucru să se întâmple. Unii reactori conțin dispozitive catalitice care fac ca hidrogenul să reacționeze cu oxigenul ambiental într-un mod neexploziv.